# Police TV
"Police TV" es una canción de la banda de hardcore punk The Exploited, del disco Beat The Bastards. 

## Significado
La canción habla acerca del gobierno, que espía a la gente por medio de cámaras en las calles. Esta canción está basada en una parte de la película Naranja mecánica.

## Personal
- Wattie Buchan - Voz
- Fraser "Fraz" Rosetti - Guitarra
- Willie Buchan - Batería y bajo

- Datos: Q24953338